# Bolindermuseet
Bolindermuseet är ett lokalt museum, som sedan 1988 ligger på Gjutarplan i Kallhälls centrum i kommundelen Kallhäll-Stäket i Järfälla kommun.
Den 24 september 2016 invigdes de nya lokalerna, som är belägna under Kallhälls bibliotek i Kallhälls Folkets hus. Museets lokalyta motsvarar en rejäl trerummare och där finns en handikapphiss för rörelsehindrade att komma ner till museets lokaler. Museets grundare är Kåre Andersson, som i mitten på 1980-talet började samla föremål som var tillverkade av Bolinders Mekaniska Verkstad och senare Bolinders fabriks AB.
Bolindermuseet ställer ut föremål som har tillverkats vid fabriken vid Bolinders Mekaniska Verkstad, som låg i området Kallhäll i norra Järfälla kommun. Bolindermuseet äger omkring 1000 föremål och nere i museets lokaler ställs en representativ del av föremålen ut. Föreningen Bolindermuseet, som bildades i juni år 2000, har som ändamål att bland annat spegla Kallhälls och kommunens samhällsutveckling, verka för museets fortbestånd och utveckling och att sprida information om Bolindermuseet och dess verksamhet. Museet vill också spegla att Kallhälls samhälle uppstod genom att Bolinders verkstäder hade sin verksamhet här och att Bolindermuseets plats i detta centrum är självklar.

## Museet visar föremål från verksamheten

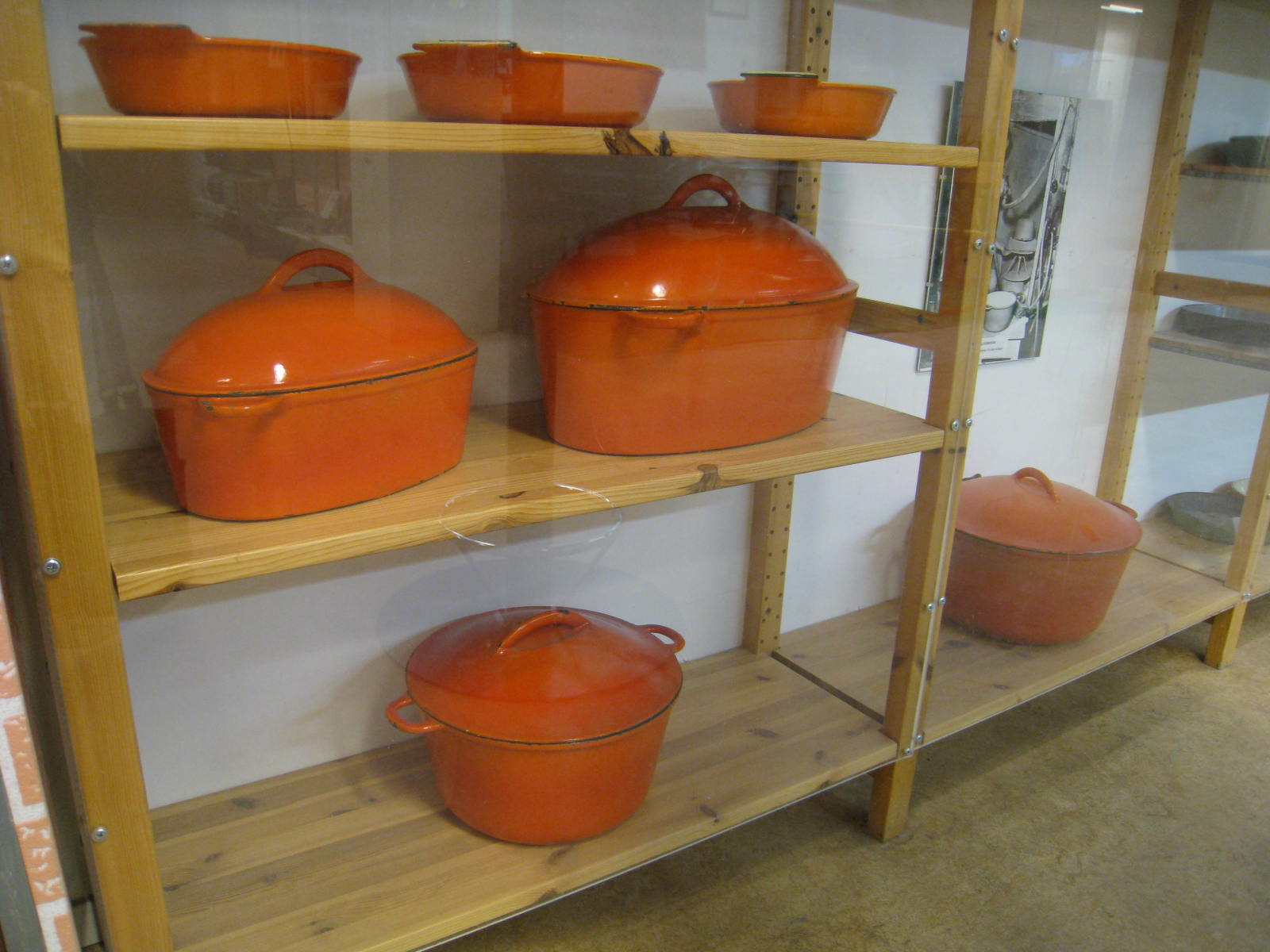
Emaljerade grytor från Bolinders.

Föreningen Bolindermuseet visar föremål från verksamheten ur Bolinders mer än hundraåriga historia. Bolinders Mekaniska Verkstad grundades 1844 i Stockholm och är en del av den svenska industrihistorien. Historien om Bolinders började redan 1844, då bröderna Jean Bolinder (1813-1899) och Carl Gerhard Bolinder (1818-1892) startade sin mekaniska verkstad. Namnet blev J & CG Bolinders Mekaniska Verkstad AB, och verksamheten låg på Kungsholmen. Under de första årtiondena var produktionen inriktad på ångmaskiner, träbearbetningsmaskiner och råoljemotorer för bland annat fartyg och sågindustrier. Andra gjutna produkter som blev kända var vedspisar, spisar, kaminer, ångmaskiner och sågverk. Ytterligare andra gjuteriprodukter, som blev kända, var köksutrustningar såsom stekpannor, grytor, våffeljärn och köttkvarnar. Senare tillverkades gjutgods och under andra världskriget tillverkades gengasaggregat samt en modell i trä och mycket annat till den svenska försvarsindustrin. 1909 startades produktionen i Kallhäll. Företaget omorganiserades 1932 och Bolinders motoravdelning slogs samman med Munktells i Eskilstuna och kom att heta Bolinder-Munktell. Den andra delen av företaget fortsatte verksamheten i Kallhäll under namnet Bolinders Fabriks AB. Exempel på produkter som Bolinders modellverkstad tillverkade under 1930- och 1940-talen är praktiska utrustningar såsom Trim utombordsmotorer
- Trim E [1]
- Trim T
- Trim A
- Trim CP

diskmaskiner, sanitetsgods och emaljerade hushållskärl. Det var på 1950-talet som kylskåp och elspisar blev stora produkter. Bolinders fick konkurrens från Electrolux, Husqvarna och Elektro Helios och Bolinders Fabriks AB lades ned 1956.

## Historik

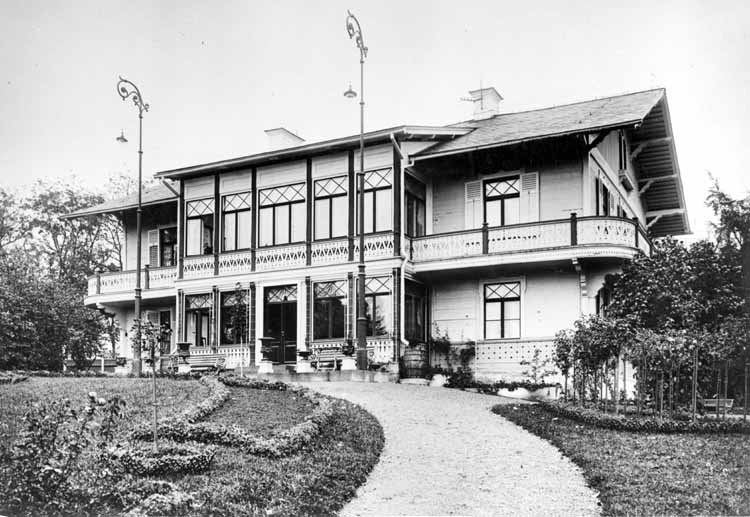
Kallhälls gård i Järfälla 1907. Vy från Mälarsidan, "sjösidan", som den såg ut när Erik August Bolinder förvärvade den.

Bolinders Mekaniska Verkstads AB startades år 1845 av bröderna Jean och Carl Gerhard Bolinder. Efter Jean och Carl Gerhards död i slutet av 1800-talet tog Erik August Bolinder (1863-1939) över ansvaret. Under hans ledning köpte bolaget 1906 Kallhälls gård. Verkstadslokalerna vid Klara sjö på Kungsholmen i Stockholm hade blivit för trånga och man ansåg att egendomen i Kallhäll i Järfälla hade bra läge utefter järnvägen mot Västerås samt sjövägen på Mälaren mellan Stockholm och Kallhäll. När företaget år 1932 slogs samman med Munktells och flyttade till Eskilstuna under namnet AB Bolinder-Munktell hade man haft en lång epok av tillverkningsindustri på Kungsholmen i Stockholm.
Bolinders tillverkade framförallt en lång rad produkter av gjutjärn såsom trädgårdsmöbler, lyktarmar, blombord, spisar och trappräcken, men också ångmaskiner, maskiner för trävaruindustrin med mera.
AB Bolinder Munktell, ofta förkortat BM, bildades år 1932 genom en sammanslagning av de båda mekaniska verkstäderna J. & C. G. Bolinders Mekaniska Verkstad (Bolinders) och Munktells Mekaniska Verkstad (Munktells). Man tillverkade bland annat också förbränningsmotorer (Weylands uppfinning). AB Bolinder-Munktell hade sitt ursprung i de mekaniska verkstäderna Munktells Mekaniska Verkstad (etabl. 1832 i Eskilstuna) och J. & C.G. Bolinders Mekaniska Verkstad (etabl. 1844 i Stockholm). 1950 sålde huvudägaren, Handelsbanken, företaget till AB Volvo, som gjorde det till ett dotterbolag med varumärket BM-Volvo. Sedan 1950 är AB Bolinder-Munktell ett dotterbolag till Volvo under namnet Volvo BM AB.

## Bolinders arkiv
Bolinders huvudarkiv är numera överfört till Centrum för Näringslivshistoria, som har sina lokaler på Grindstuvägen 48-50 i Traneberg i Bromma. Det arkivet var tidigare i Tekniska museets arkiv. Arkivet innehöll en stor mängd av företagets kataloger, broschyrer, priskuranter och andra trycksaker på svenska och andra språk från åren 1870-1968.
Personaltidningen Bolinder's Bladet skildrar bland annat omdaningen från industrier till bostäder kring kvarteret Kungsklippan och Klara sjö i Stockholm. På 1930-talet flyttade Bolinders ut till Kallhäll i Järfälla och hela området vid Kungsklippan och Klara sjö röjdes för att bereda plats för nya bostadshus. Området Kungsklippan var fram 1930-talet en lantlig idyll med små stugor och trädgårdar. De som bodde här arbetade huvudsakligen i Bolinders Mekaniska Verkstäder, som fanns nedanför klippan vid Klara sjö. Dit kom man via en lång trätrappa, den trappen kallades Kaplans trappa. Trappan finns kvar idag, men med ett modernare utförande i sten. I arkivet i Centrum för Näringslivshistoria finns också pressklipp finns från åren 1835 till 1974. Bolinders stora negativfilmsamling finns bevarad i Tekniska museets bildarkiv.